# Yaviza
Yaviza es un corregimiento, ubicado en el distrito de Pinogana en la provincia de Darién en Panamá, a unos 97 km de la frontera con Colombia, haciéndolo uno de los poblados más cercanos a la misma. Da nombre a un pequeño poblado perteneciente al distrito de Pinogana.

## Historia

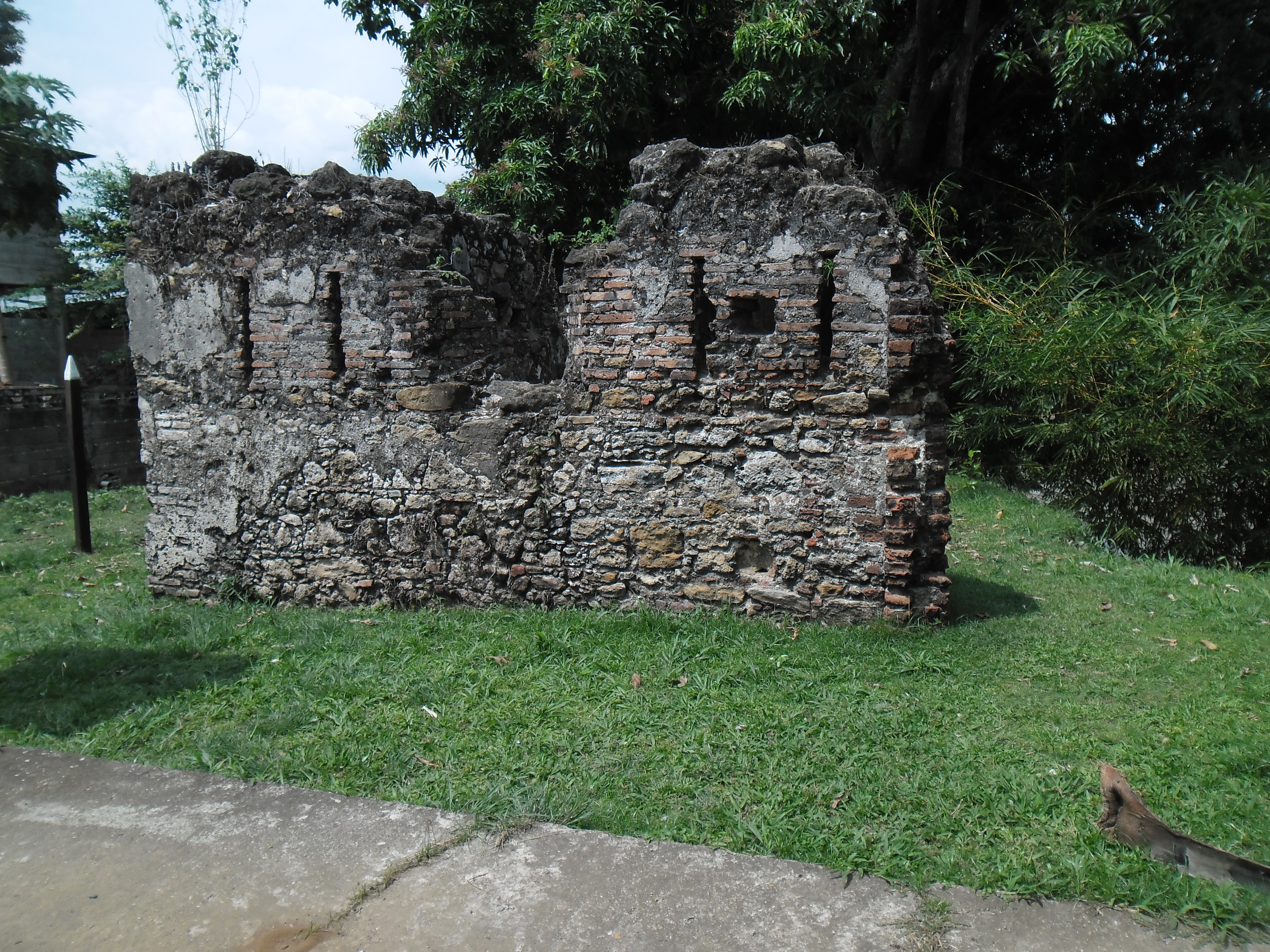
Ruinas de la Casa-fuerte de Yaviza, también conocida como Fuerte San Gerónimo.

### Época colonial
En Yaviza existen ruinas que eran de la época colonial, conocidas como la Casa-Fuerte de San Gerónimo, fue construida en 1760 frente al río Chucunaque y fue destruida por los gunas en 1780. Los factores medioambientales la han deteriorado y una riada se llevó la mitad del fuerte a mediados del siglo XX.

### Época departamental
En 1855, al establecerse el Estado Federal de Panamá, se estableció la Comarca del Darién, teniendo a Yaviza como cabecera; en 1890, la cabecera se trasladó a Chepigana. Después, Yaviza quedó como un pequeño pueblo ubicado en los alrededores del Tapón del Darién.

## Geografía

### Hidrografía
Al pasar por este poblado se une el río Chico con el río Chucunaque (que es uno de los más caudalosos de Panamá) los que más adelante se habrán de unir, al llegar al poblado conocido como El Real, al río Tuira.

## Demografía
Su población es de 8,452 habitantes, compuesta principalmente por afrodescendientes, desplazados colombianos e indígenas de las etnias emberá y wounaan.

## Transporte
La carretera Panamericana que va desde Alaska a Chile y Argentina se corta en Yaviza debido a la espesa selva de la región del Darién, y continúa en el pueblo de Turbo donde inicia la parte sudamericana de la carretera Panamericana.